# Land of the Free?
Land of the Free? es el sexto álbum de estudio de la banda de punk rock californiana Pennywise. Se publicó en junio de 2001.

## Lista de canciones
1. "Time Marches On" – 2:57
2. "Land of the Free?" – 2:31
3. "The World" – 2:27
4. "Fuck Authority" – 3:16
5. "Something Wrong with Me" – 2:39
6. "Enemy" – 2:34
7. "My God" – 2:48
8. "Twist of Fate" – 2:33
9. "Who's on Your Side" – 2:50
10. "It's Up to You" – 2:56
11. "Set Me Free" – 2:31
12. "Divine Intervention" – 3:30
13. "WTO" – 2:58
14. "Anyone Listening" – 3:00

## Personal
- Jim Lindberg - Voz
- Fletcher Dragge - Guitarra
- Randy Bradbury - Bajo
- Byron McMackin - Batería

- Datos: Q2712652